# Highland Light Infantry
Le Highland Light Infantry (HLI), en français infanterie légère des Highlands, est un régiment d'infanterie légère de l'Armée britannique formé en 1881. Il a pris part aux Première et Seconde Guerres mondiales, jusqu'à sa fusion avec les Royal Scots Fusiliers en 1959 pour former les Royal Highland Fusiliers (Princess Margaret's Own Glasgow and Ayrshire Regiment).

## Historique

### Formation
Le régiment est formé dans le cadre des réformes Childers le 1er juillet 1881 par la fusion du 71e régiment d'infanterie (en tant que 1er bataillon) et du 74e régiment d'infanterie (en tant que 2e bataillon) en tant que régiment de la ville de Glasgow, absorbant les unités locales de milice et de volontaires (en). Son statut exact est ambigu : bien que le régiment ait insisté pour être classé comme un régiment des Highlands sans kilt, il recrute principalement à Glasgow, dans les basses terres d'Écosse.
Le 1er bataillon est envoyé en Afrique du Sud en octobre 1899, après le déclenchement de la Seconde Guerre des Boers. Le bataillon sert tout au long de la guerre, qui s'est terminée en juin 1902. Le bataillon de 700 hommes quitta Durban pour l'Égypte à bord du SS Plassy en janvier 1903 , et y fut ensuite stationné au cours des années suivantes.
Le 2e bataillon a participé à la bataille de Tell El Kebir en septembre 1882 pendant la guerre anglo-égyptienne : le lieutenant William Edwards a reçu la croix de Victoria pour ses actions pendant la bataille. Le bataillon stationne en Angleterre à partir de 1883, mais est transféré en Inde l'année suivante. En février 1900, le bataillon quitte Colombo pour rentrer au pays, et en octobre 1902, il est affecté à Jersey, mais trois mois plus tard, il est réaffecté à Aurigny

### Entre-deux-guerres
En 1923, le nom du régiment est rallongé pour devenir le Highland Light Infantry (City of Glasgow Regiment).

### Après guerre
Le Highland Light Infantry est fusionné avec les Royal Scots Fusiliers en 1959 pour former les Royal Highland Fusiliers. Les 1ers bataillons réguliers des deux régiments se sont regroupés à Édimbourg, pour former le 1er bataillon du nouveau régiment (1 RHF).